# Mario Andretti Racing
Mario Andretti Racing är ett racingspel utgivet 1994 till Sega Mega Drive. Det var en tidig titel från utgivningsmärket EA Sports, och utgavs av Stormfront Studios. Spelet producerades av sportspelsutvecklaren Scott Orr som en del av hans samarbete med Richard Hilleman. Spelet är namngivet efter racerföraren Mario Andretti.

### Fotnoter
1. ↑  ”Mario Andretti Racing” (på engelska). Mobygames. 12 mars 1994. Arkiverad från originalet den 10 mars 2016. https://web.archive.org/web/20160310062524/http://www.mobygames.com/game/genesis/mario-andretti-racing-. Läst 5 juni 2014.